# جهاز أمن الرايخ
الفوهرر شوتزكوماندو أو «جهاز أمن الرايخ» أو دائرة الأمن هي قوة أمن تابعة لجهاز الأمن القومي في ألمانيا النازية. وفي الأصل هم حراس شخصيون لأدولف هتلر، وأصبح في ما بعد معنيًا بتوفير الحماية لقادة آخرين رفيعي المستوى في النظام النازي. وكان هذا الفريق، على الرغم من تشابهه بالاسم مع جهاز المخابرات الرسمي للأمن القومي والحزب النازي، كان منفصلًا تمامًا عنه.
وشمل دوره هذا الجهاز الأمني الشخصي، والتحقيق في مخططات الاغتيال، ومراقبة المواقع قبل وصول شخصيات نازية رفيعة المستوى، وفحص المباني فضلًا عن الضيوف. تمتًع بسلطة طلب المساعدة من أي منظمات أخرى تابعة للنظام النازي وتولي قيادة جميع الشرطة النظامية في دورها المتمثل بحماية الموظفين النازيين.

## التأسيس
تأسس الفريق في 15 مارس 1933 بوصفه «قيادة حماية الفوهرر»؛ تحت قيادة يوهان راتينهوبر. ونائبه بيتر هوغل. كان مكلفًا في الأصل بحماية الفوهرر فقط داخل حدود بافاريا، وتألف أعضاؤه من محققي الشرطة الجنائية من الشرطة البافارية. وبما أن هذه المجموعة الصغيرة تتألف من ضباط شرطة بافاريا، فإنها لا تستطيع العمل إلا في نطاق سلطتها. فقد أوكلت بالفعل حماية هتلر خارج بافاريا إلى فريق يضم حراسًا شخصيين من ثمانية أعضاء يعرف باسم قوات الأمن الوطنية -بيغليكوماندو دي فوهرز، الذي أنشئ في فبراير 1932.
كان هتلر يريد مجموعة حماية وثيقة نشأت في بلده أثناء وجوده في ميونيخ لأنها كانت مسقط رأس الحزب النازي، وكانت أي مؤامرات من شأنها أن تضفي أهمية إضافية. وفي ربيع عام 1934، حل الفوهارشوتزكومماندو محل جهاز أمن الدولة -بيغليتكوماندو من أجل تقديم الحماية الشاملة لهتلر في جميع أنحاء ألمانيا. وفي عام 1935، كانت فرقة قوات الدفاع والأمن لحماية هتلر مكونة من 17 رجلًا وقوة إضافية قوامها 76 فردًا من رجال القوات الخاصة الأخرى والأعضاء الرئيسيين في الحزب، بمن فيهم هيرمان غورينغ ورودولف هس وجوزيف غوبلز وهاينريش هيملر.
وأعيدت تسمية قيادة حماية الفوهرر رسميا لتصبح «مركز رايخ للأمن»؛ في  1أغسطس 1935. وحصل هيملر أخيرًا على السيطرة الكاملة على مركز رايخ للأمن في أكتوبر 1935. وعلى الرغم من تعيين هيملر رئيسًا بشكل رسمي، ظل راتينهوبر في القيادة وأخذ أوامره في معظم الأحيان من هتلر أو كبير مساعديه مثل يوليوس سكوب. وقد مُنح هيملر السيطرة الإدارية على جهاز أمن رايخ، كما اكتسب جهاز الأمن القومي النفوذ على أعضائه. أما في ما يخص جهاز أمن الدولة -بيغليتكوماندو، فقد وُسّع وأصبح يعرف باسم جهاز فيتماندو وتربيجل كوماندو (قيادة حراسة الفوهرر؛ استمر الجهاز بالعمل تحت قيادة منفصلة حتى أبريل 1945 وظل مسؤولًا عن حماية هتلر الشخصية.

## عمل ما قبل الحرب
عمل جهاز أمن رايخ وقيادة حراس الفوهرر معًا من أجل توفير الأمن والحماية الشخصية أثناء رحلات هتلر والأحداث العامة، ولكنهما كانا يعملان كمجموعتين واستخدما مركبات منفصلة. في تلك الأحداث، كان راتينهوبر في القيادة العامة وكان رئيس قيادة حراسة الفوهرر نائبا له. وقبل القيام بأي رحلة، كان على جهاز أمن رايخ مراقبة السلامة والإشراف على مسؤولية مراقبة الطريق، والمباني على طول الطريق، والأماكن التي كان هتلر يزورها. كان مكتب جيستابو المحلي يقدم تقارير استخباراتية، إلى جانب معلومات عن شائعات تتعلق بوقوع اغتيالات، لجهاز أمن رايخ، وبالنسبة لسيارات المواكب، بالإضافة إلى سيارة مرسيدس بنز الخاصة بهتلر، هناك سيارتان إلى اليسار واليمين، واحدة لجهاز أمن رايخ، والأخرى لقيادة حراسة الفوهرر.
وفي عام 1936، أعطى قرار صادر عن المحكمة العليا للفيرماخت أعضاء جهاز أمن رايخ مرتبة فيرماخت، ولكن مع سلطة تشمل سلطات وامتيازات إضافية في مجال الولاية القضائية. واعتبروا ضباط شرطة عسكريين.

## أثناء الحرب
وعند اندلاع الحرب العالمية الثانية، كان جهاز أمن رايخ يتكون من 200 رجل في صفوفه لحماية هتلر، إلى جانب غيره من أعضاء الحكومة والدوائر الداخلية أثناء تنقلهم حول أوروبا. وبحلول عام 1944، كان هناك سبع عشرة وحدة من وحدات جهاز أمن رايخ تحمي القيادة العليا.
بصفته قائدا لجهاز أمن رايخ، كان راتينهوبر مسؤولًا عن تأمين المقر الميداني لهتلر. وعلى وجه الخصوص، قامت كتيبة بحراسة لير وولف بالقرب من بلدة راستينبورغ، التي أصبحت الآن بلدة كنتريزين في بولندا. وعين بيتر هوغل كنائب لرئيس الدائرة 1 لجهاز أمن رايخ.
بحلول أوائل عام 1945 كان الوضع العسكري في ألمانيا على وشك الانهيار التام. وفي يناير 1945، رافق راتينهوبر هتلر والوفد المرافق له في مجمع الغرف المحصنة في برلين. انتقل موظفو جهاز أمن رايخ وقيادة حراسة الفوهرر إلى فوربنكر وفوهاربنكر.